# Radical 82
Le radical 82, qui signifie la fourrure ou le poil, est un des 35 des 214 radicaux chinois répertoriés dans le dictionnaire de Kangxi composés de quatre traits.
Le caractère Unicode de 毛 est 6BDB.

## Caractères avec le radical 82
| nombre de traits          | caractères                 |
| ------------------------- | -------------------------- |
| Sans trait supplémentaire | 毛                         |
| 3 traits supplémentaires  | 毜 毝                      |
| 4 traits supplémentaires  | 毞 毟                      |
| 5 traits supplémentaires  | 毠 毡                      |
| 6 traits supplémentaires  | 毢 毣 毤 毥 毦 毧 毨 毩 毪 |
| 7 traits supplémentaires  | 毫 毬 毭 毮                |
| 8 traits supplémentaires  | 毯 毰 毱 毲 毳 毴 毵 毶    |
| 9 traits supplémentaires  | 毷 毸 毹 毺 毻 毼 毽       |
| 10 traits supplémentaires | 毾                         |
| 11 traits supplémentaires | 毿 氀 氁 氂                |
| 12 traits supplémentaires | 氃 氄 氅 氆 氇             |
| 13 traits supplémentaires | 氈 氉 氊                   |
| 14 traits supplémentaires | 氋                         |
| 15 traits supplémentaires | 氌                         |
| 18 traits supplémentaires | 氍                         |
| 22 traits supplémentaires | 氎                         |